# Naturbahnrodel-Europameisterschaft 1989
Die 13. FIL Naturbahnrodel-Europameisterschaft fand vom 15. bis 19. Februar 1989 in Garmisch-Partenkirchen in Deutschland statt. Zum zweiten Mal in Folge gewann die italienische Mannschaft alle drei Wettbewerbe.

## Einsitzer Herren
| Platz | Name                   | Zeit |
| ----- | ---------------------- | ---- |
| 01    | Damiano Lugon          | ?    |
| 02    | Gerhard Pilz           | ?    |
| 03    | Manfred Gräber         | ?    |
| 04    | Franz Obrist           | ?    |
| 05    | Willi Danklmaier       | ?    |
| 06    | Giuseppe Cerise        | ?    |
| 07    | Andreas Jud            | ?    |
| 08    | Manfred Danklmaier     | ?    |
| 09    | Krzysztof Niewiadomski | ?    |
| 10    | Hans Noll              | ?    |
| 11    | Erhard Mahlknecht      | ?    |
| 12    | Robert Tomelitsch      | ?    |
| 13    | Georg Eberharter       | ?    |
| 14    | Corrado Herin          | ?    |
| 15    | Reinhard Beer          | ?    |
| 16    | Franz Schwab           | ?    |
| 17    | Almir Betemps          | ?    |
| 18    | Andre Lindoe           | ?    |
| 19    | Franc Pohleven         | ?    |
| 20    | Philippe Keck          | ?    |
| 21    | Janko Meglič           | ?    |
| 22    | Michael Wallner        | ?    |
| 23    | Stephane Keck          | ?    |
| 24    | Simon Bernik           | ?    |
| 25    | Andreas Stiepan        | ?    |
| 26    | Drago Česen            | ?    |
| 27    | Mirko Klinar           | ?    |
| 28    | Sten Helge Syversen    | ?    |
| 29    | Paweł Jędrzejko        | ?    |
| 30    | Kazimierz Pilarz       | ?    |
| 31    | Ludwig Nöhmeier        | ?    |
| 32    | Marjan Meglič          | ?    |
| 33    | Trond Ramstad          | ?    |
| 34    | Janez Luznar           | ?    |
| 35    | Robert Nagele          | ?    |
| 36    | Mirosław Janica        | ?    |
| 37    | Tore Borke             | ?    |
| 38    | Anton Maurer           | ?    |
| 39    | Pawel Timschin         | ?    |
| 40    | Oleg Burlaka           | ?    |
| 41    | Karl Weber             | ?    |
| 42    | Lars-Erik Mickos       | ?    |
| 43    | Pierre Mettraux        | ?    |
| 44    | Hans Höfer             | ?    |
| 45    | Michel De Bernardis    | ?    |
| 46    | Viktor Kalintschtij    | ?    |
| 47    | Igor Skworzow          | ?    |
| 48    | Erlend Aspelund        | ?    |
| 49    | Lubomír Vymazal        | ?    |
| 50    | Oktawian Samulski      | ?    |
| 51    | Patrik Svensson        | ?    |
| --    | Thomas Speer           | DNS  |
| --    | Matthäus Hofer         | DNF  |

Datum: 18. Februar (1. und 2. Wertungslauf) und 19. Februar 1989 (3. Wertungslauf)
Europameister im Einsitzer der Herren wurde zum zweiten Mal der Italiener Damiano Lugon. Schon 1979 hatte er die Goldmedaille gewonnen. Die Silbermedaille ging mit 14 Hundertstelsekunden Rückstand an den Österreicher Gerhard Pilz. Er hatte 1986 die letzte Weltmeisterschaft gewonnen, stand aber bei Europameisterschaften noch nie auf dem Podest. Die Bronzemedaille gewann der Titelverteidiger Manfred Gräber aus Italien.

## Einsitzer Damen
| Platz | Name                   | Zeit |
| ----- | ---------------------- | ---- |
| 01    | Delia Vaudan           | ?    |
| 02    | Jeanette Koppensteiner | ?    |
| 03    | Irene Koch             | ?    |
| 04    | Angelika Widmann       | ?    |
| 05    | Ljubow Panjutina       | ?    |
| 06    | Doris Haselrieder      | ?    |
| 07    | Elisabeth Als          | ?    |
| 08    | Paula Beikircher       | ?    |
| 09    | Evi Mitterstieler      | ?    |
| 10    | Ingrid Koch            | ?    |
| 11    | Ursula Nöhmeier        | ?    |
| 12    | Monika Lewanskowski    | ?    |
| 13    | Christine Maurer       | ?    |
| 14    | Marina Chochlowa       | ?    |
| 15    | Małgorzata Konior      | ?    |
| 16    | Renata Ścieszka        | ?    |
| 17    | Carina Solhag          | ?    |
| 18    | Tina Tolar             | ?    |
| 19    | Chalida Alimowa        | ?    |
| 20    | Helena Böhrens         | ?    |
| 21    | Bethany Erickson       | ?    |

Datum: 18. Februar (1. und 2. Wertungslauf) und 19. Februar 1989 (3. Wertungslauf)
Die Italienerin Delia Vaudan wurde zum dritten Mal in Folge und zum insgesamt vierten Mal Europameisterin im Einsitzer der Damen. Sie wurde damit die erste und bisher einzige Naturbahnrodlerin, die viermal Europameisterin wurde, und auch die erste und bisher einzige, die den Titel dreimal hintereinander gewann. Zwischen 1979 und 1984 war sie bereits dreimal Weltmeisterin gewesen. Die Silbermedaille gewann die Österreicherin Jeanette Koppensteiner, für die es die erste Medaille bei Titelkämpfen war. Die Bronzemedaille gewann wie bei der letzten EM die Österreicherin Irene Koch.

## Doppelsitzer
| Platz | Name                                       | Zeit |
| ----- | ------------------------------------------ | ---- |
| 01    | Arnold Lunger – Günther Steinhauser        | ?    |
| 02    | Manfred Gräber – Ernst Marmsoler           | ?    |
| 03    | Reinhold Buchmann – Manfred Als            | ?    |
| 04    | Almir Betemps – Corrado Herin              | ?    |
| 05    | Willi Danklmaier – Gerhard Hirzegger       | ?    |
| 06    | Krzysztof Niewiadomski – Oktawian Samulski | ?    |
| 07    | Michael Bischofer – Herbert Kögl           | ?    |
| 08    | Janko Meglič – Marjan Meglič               | ?    |
| 09    | Roland Niedermair – Hannes Pichler         | ?    |
| 10    | Tore Borke – Erlend Aspelund               | ?    |
| 11    | Pawel Timschin – Igor Skworzow             | ?    |
| 12    | Franz Schwab – Fredi Büsel                 | ?    |
| --    | Stephane Keck – Philippe Keck              | DNS  |
| --    | Viktor Kalintschtij – Oleg Burlaka         | DNS  |
| --    | Hans Noll – Thomas Speer                   | DNS  |

Datum: 19. Februar 1989 (beide Wertungsläufe)
Die Italiener Arnold Lunger und Günther Steinhauser, die bei der letzten EM Bronze gewonnen hatten, wurden Europameister im Doppelsitzer. Steinhauser war zusammen mit Andreas Jud schon 1983 Europameister gewesen. Die Silbermedaille gewannen ihre Landsmänner Manfred Gräber und Ernst Marmsoler. Für Marmsoler war es die einzige Medaille bei Titelkämpfen. Gräber war bereits 1987 Europameister im Einsitzer und gewann dieses Jahr die Bronzemedaille im Einsitzer, im Doppelsitzer war es seine erste EM-Medaille. Die Bronzemedaille gewannen die Österreicher Reinhold Buchmann und Manfred Als.

## Medaillenspiegel
| Platz | Land       | Gold | Silber | Bronze | Gesamt |
| ----- | ---------- | ---- | ------ | ------ | ------ |
| 1.    | Italien    | 3    | 1      | 1      | 5      |
| 2.    | Österreich | —    | 2      | 2      | 4      |